# 大迫史門
大迫 史門（おおさこ しもん、男性、 1981年6月22日 - ）は、日本の映画プロデューサー、イベントプロデューサー、キャスティングディレクター。東京都目黒区出身。血液型はA型。

## 略歴
東京大学に7年間在籍し中退。
高校在学時から演劇を始め、当初は自信が役者として活動。
舞台専門のメイクアップアーティスト、舞台スタッフなどを経て、映画には2010年の「僕たちのプレイボール」にアシスタントプロデューサーとして参加。

## 人物
英語、韓国語、タガログ語を話す。

自身がスタッフとして参加している作品に出ることはないが、知り合いなどから頼まれてといった理由で、ドラマや映画、Vシネマなどにエキストラとして出演していることがある。

参加する作品の影響もあり、中高生世代の役者との交友関係が広い。 また、「その世代の俳優を発掘することが生きがいだ」と言っていたと、「僕たちのプレイボール」出演者がラジオで言っていた。

## 資格
日商簿記検定1級

## 代表作

### 映画
- 「僕たちのプレイボール」（三村順一監督／2010年） - アシスタントプロデューサー・こども担当
- 「チョコレート・ゲーム」（門井肇監督／2010年） - アシスタントプロデューサー（予定）
- 「カルテット! 」（三村順一監督／2012年） - アシスタントプロデューサー・こども担当
- 「地獄でなぜ悪い」（園子温監督／2013年）
- 「キネマ超特急」（加門幾生監督／2014年）- ラインプロデューサー・制作担当
- 「さようなら」（深田晃司監督／2014年）- 制作主任
- 「イタズラなKiss THE MOVIE」シリーズ
  - 「Part1〜ハイスクール編〜」（溝口稔監督／2016年）- SNS担当
  - 「Part2〜キャンパス編〜」（溝口稔監督／2017年）- SNS担当
  - 「Part3〜プロポーズ編〜」（溝口稔監督／2017年）- SNS担当
- 「189」（加門幾生監督／2021年）-制作協力

### テレビドラマ
- 「カミナリ☆ワイナリー」（2014年8月2日／山梨放送） - 制作担当

### ショートムービー
- 「ロックンロール・マジック」（井口昇監督／2010年） - 制作担当
- 「イタズラなKiss THE MOVIE」番外編
  - 「History of KOTOKO ～琴子の恋物語」（溝口稔監督／2016年）- SNS担当
  - 「History of NAOKI～直樹の受難」（溝口稔監督／2017年）- SNS担当
  - 「進学試験と琴子のバイト」（溝口稔監督／2017年）- SNS担当

### 舞台
- 「やっぱりカフェが好き＼(^o^)／・／(^o^)＼」（脚本：江頭美智留、演出：髙坂雄貴／2012年） - プロデューサー